# کریستوفر لسترید
کریستوفر لسترید (انگلیسی: Christophe Lestrade؛ زادهٔ ۲۷ اکتبر ۱۹۶۹) بازیکن فوتبال اهل فرانسه است که در پست هافبک بازی می‌کرد.
از باشگاه‌هایی که در آن بازی کرده‌است می‌توان به باشگاه فوتبال گنگام، باشگاه فوتبال پاری سن ژرمن، باشگاه فوتبال بوردو، و باشگاه فوتبال تولوز اشاره کرد.